# Pignataro Interamna
Pignataro Interamna är en ort och kommun i provinsen Frosinone i regionen Lazio i Italien. Kommunen hade 2 499 invånare (2018).